# Lissoclinum perforatum
Lissoclinum perforatum är en sjöpungsart som först beskrevs av Giard 1872.  Lissoclinum perforatum ingår i släktet Lissoclinum och familjen Didemnidae. Arten har ej påträffats i Sverige. Inga underarter finns listade i Catalogue of Life.